# Chloraea
Chloraea – rodzaj roślin z rodziny storczykowatych (Orchidaceae). Obejmuje 52 gatunki i jedną hybrydę występujące w Ameryce Południowej w takich krajach jak: Argentyna, Boliwia, Brazylia, Chile, Falklandy, Peru, Urugwaj.

## Systematyka
Rodzaj sklasyfikowany do plemienia Chloraeeae, podrodzina storczykowe (Orchidoideae), rodzina storczykowate (Orchidaceae), rząd szparagowce (Asparagales) w obrębie roślin jednoliściennych.
Wykaz gatunków
- Chloraea alpina Poepp.
- Chloraea apinnula (Gosewijn) Szlach.
- Chloraea barbata Lindl.
- Chloraea bella Hauman
- Chloraea bidentata (Poepp. & Endl.) M.N.Correa
- Chloraea biserialis Griseb.
- Chloraea bletioides Lindl.
- Chloraea boliviana (Rchb.f.) Kraenzl.
- Chloraea calantha Kraenzl.
- Chloraea castillonii Hauman
- Chloraea chrysantha Poepp.
- Chloraea cogniauxii Hauman
- Chloraea crispa Lindl.
- Chloraea cristata Lindl.
- Chloraea cuneata Lindl.
- Chloraea curicana Ravenna
- Chloraea cylindrostachya Poepp.
- Chloraea deflexa Ravenna
- Chloraea densipapillosa C.Schweinf.
- Chloraea disoides Lindl.
- Chloraea elegans M.N.Correa
- Chloraea fiebrigiana Kraenzl.
- Chloraea fonkii Phil.
- Chloraea galeata Lindl.
- Chloraea gavilu Lindl.
- Chloraea grandiflora Poepp.
- Chloraea heteroglossa Rchb.f.
- Chloraea lamellata Lindl.
- Chloraea laxiflora Hauman
- Chloraea lechleri Lindl.
- Chloraea longipetala Lindl.
- Chloraea magellanica Hook.f.
- Chloraea major Ravenna
- Chloraea membranacea Lindl.
- Chloraea multiflora Lindl.
- Chloraea multilineolata C.Schweinf.
- Chloraea nudilabia Poepp.
- Chloraea pavonii Lindl.
- Chloraea philippii Rchb.f.
- Chloraea phoenicea Speg.
- Chloraea piquichen (Lam.) Lindl.
- Chloraea praecincta Speg. & Kraenzl.
- Chloraea prodigiosa Rchb.f.
- Chloraea reticulata Schltr.
- Chloraea riojana A.Sobral & Novoa
- Chloraea septentrionalis M.N.Correa
- Chloraea speciosa Poepp.
- Chloraea subpandurata Hauman
- Chloraea tectata Ravenna
- Chloraea venosa Rchb.f.
- Chloraea viridiflora Poepp.
- Chloraea volkmannii Phil. ex Kraenzl.

Wykaz hybryd
- Chloraea × flavovirens G.A.Rojas & J.M.Watson